# Livio Wenger
Pour les articles homonymes, voir Wenger.
Livio Wenger, né le 20 janvier 1993 à Kriens, est un patineur de vitesse et patineur de vitesse en roller suisse.

## Biographie
Né le 20 janvier 1993 à Kriens, Livio Wenger est d'abord un spécialiste de roller inline, discipline dans laquelle il remporte deux titre de champion d'Europe junior et une médaille d'argent lors des Jeux mondiaux en 2017.
Entretemps, en 2014, il commence le patinage de vitesse, sport qui lui permet de représenter son pays lors des Jeux olympiques d'hiver de 2018, à PyeongChang en Corée du Sud. Il participe à trois épreuves lors de ces joutes : le 1 500 m et le 5 000 m, où il ne parvient pas à s'immiscer dans les quinze meilleurs, et à la mass-start, qu’il boucle à la quatrième place finale.